# Byplanlægning
Ved byplanlægning eller fysisk planlægning forstås målbevidste tiltag til en styring af arealanvendelsen ved at fastlægge rammerne for anvendelsesmulighederne for forskellige landområder og vandområder, herunder behovene for sammenpasning. Byplanlægningen kan omfatte såvel planer for byudvikling og byomdannelse og enkelte sider af denne som planer, der lægger begrænsninger på denne eller styrer den på en given måde med hensyn til de fremtidige byforhold.

## Byplanideer i historien
Gennem tiden har der udviklet sig en række visionære byplantanker, der har det til fælles, at man ikke interesserer sig for byens funktionelle helhed men snarere lægger vægten på geometriske og strukturelle træk. Til sådanne byplanvisioner hører blandt andet planetbyen, havebyen, båndbyen, bycenteromdannelser og den funktionalistiske by.

### Formel eller geometrisk byplanlægning
De tidligste bydannelser kunne enten være selvgroede, det vil sige at vejnettet indrettedes under hensyn til terrænforholdene, eller planlagte i form af et centralt beliggende torv i forhold til hvilket vejene udgik i rette, parallelle linjer, hvorved de mellemliggende byggeområder fik en rektangulær eller kvadratisk form. Sådanne træk kendes blandt andet fra Assens, Fåborg og Helsingør.
I renæssancen udvikledes ideer om byen som værende planlagt efter særegne geometriske principper. Man forestillede sig, at den ideelle by ville bestå af geometriske strukturer. Det klassiske eksempel på denne bydannelse er Palmanova i Italien: en by med et stjerneformet forsvarsværk omkring den 9-kantede by, hvis gadenet i grundstammen udstråler fra en central, kæmpestor torveplads midt i byen og med tværgader, der overvejende følger byens ydre, kantede form. Fra Danmark kendes lignende træk fra Fredericia og fra bydelen Nyboder i København, hvor tilsvarende overvejelser lå bag.

### Havebyer og satellitbyer
Betegnelsen "haveby" stammer fra engelsk (garden city) og betegner et byudviklingsprincip udtænkt af journalisten Ebenezer Howard om, i stedet for at lade byen brede sig som en stenørken ud over landskabet, at lade nye bydele fremvokse i nogen afstand fra den oprindelige by som selvstændige byområder med haveboliger, velfungerende med et vist eget forretningsliv og adskilt fra industrier med de (dengang) dertil knyttede miljøproblemer. Howard formulerede sine tanker med slagordene:
- Yesterday: Living and Working in the Smoke (i går: leve og arbejde i røgen),
- To-day: Living in Suburbs – Working in the Smoke (i dag: leve i forstaden – arbejde i røgen),
- To-morrow: Living & Working in the Sun (i morgen: leve og arbejde i solen)[3].

Princippet fra havebyerne, der formodes at ligge i forholdsvis kort afstand til arbejdspladscenteret, kan i større målestok finde anvendelse ved såkaldte satellitbyer, der som hovedregel ligger i større afstand fra hovedbyen og har et eget næringsliv. Princippet er, at bydannelsen samles om sådanne steder, mens de mellemliggende områder friholdes for byggeri.

### Båndbyer
Båndbyer er et byudviklingsprincip, som forudså bebyggelsen placeret ikke som en samlet kompakt enhed, men derimod som en langstrakt og forholdsvis smal bebyggelse langs et sammenhængende vejstrøg.
Båndby-princippet blev i Danmark afprøvet, da arkitekten Peter Bredsdorff fra 1959 til 1962 udarbejdede "Forslag til dispositionsplan for BY PÅ NORDALS", idet den planlagte bydannelse med forudsat 16.000 indbyggere strakte sig fra Nordborg til Guderup. I de følgende år gik man i gang med at virkeliggøre planen, men da oliekrisen slog igennem i 1973, gik udviklingen i stå, og båndbyen viste sig da fra sin uheldige side, idet der intet centrum var, ligesom bydannelsen med sin langstrakte form virkede meget lidt bymæssig.
Båndby-princippet blev ligeledes lagt til grund ved Gullestrup-planen i 1965 (ligeledes ved Peter Bredsdorff), men her begrænsede den efterfølgende virkeliggørelse sig til en torso, der blot understregede byplanprincippets fallit.

### Gitterbyer
En anden byudviklingsvariant er gitterbyen, der som sin forudsætning har et netværk af byer, der indbyrdes forenes af veje og offentlige transportmidler (fx jernbaner) i tilknytning til hvilke, byudviklingen finder sted, hvor imod områder i større afstand fra disse færdselsårer forventes at forblive fri for byudvikling.

### Funktionalistisk byplanlægning
I mellemkrigstiden blev tankerne om funktionalistisk byplanlægning taget op igen, tilpasset tidens nyudviklede teknologi. Med den da nyudviklede element-byggeteknik samt bilismens voldsomme vækst udvikledes tanker om et nyt byplanprincip: La ville radieuse.
Arkitekten Le Corbusier var en af inspiratorerne til den funktionalistiske byplanlægning, der formuleredes i to dokumenter: Athen Charteret fra 1933, der blev formuleret i 1941 efter drøftelser i CIAM (Congrés Internationaux d‘Architecture Moderne) på skibet Patris på en rejse fra Marseilles til Athen og visionen om La ville radieuse, hvor Le Corbusier foreslog de gamle byer nedrevet og nye bygget med store, brede og lige motorgader i flere lag, bykvarterer i kvadratiske mønstre med skyskrabere i form af punkthuse i parkområder for at tilgodese kravet om lys og luft til boligområder.
Den voksende anvendelse af alle former for biler var i høj grad medvirkende til at fremme den funktionalistiske byplanlægning efter 1. verdenskrig. Byernes gader blev overbelastede og forurenede af den voksende trafik og netop bilen gjorde det muligt at sprede byens funktioner. Med den funktionalistiske byplanlægning forsvandt de byrum (gader og torve), som hidtil var blevet dannede ved den tætte sammenbygning huse. Disse offentlige rum havde helt siden de første græske byer dannet det fysiske offentlige forum for byens fællesskab, der blandt andet fremmede det sociale og demokratiske system. I den funktionalistiske byplanlægning blev bygningerne spredt og typisk lagt inde midt på grundene og byens funktioner blev syet sammen via veje. Samhørighed og fællesskab skabtes nu især ved hjælp af medier: aviser, radio og senere fjernsyn.

### Den monofunktionalistiske byplanlægning efter 2. verdenskrig
Efter 2. verdenskrig var der stor mangel på boliger og med den økonomiske vækst i 1960’erne blev det muligt at planlægge for at efterkomme mangelen på boliger og nye store industriområder. Der udarbejdedes dispositionsplaner, hvor byfunktionerne blev adskilt indenfor store monofunktionelle områder. Adskillelsen omfattede også at haveboliger (villaer/parcelhuse) blev adskilte fra byboliger (lejlighedsbyggeri i flere etager) samt at trafiksystemer specielt for de store boligområder opbyggedes som en grenstruktur det vil sige med blinde veje og ikke som før tidligere tiders netsystemer . Disse strukturer medførte, at byens distributionsfunktioner (butikker/varehuse) blev lagt ved indkørsler til sådanne boligbebyggelser. Boligerne var gode – her var lys og luft. Ofte fik boligerne store altaner, der var gode parkeringsmuligheder nær boligerne (flere steder i etageboligområderne direkte under bygningerne i en kælder/parterreetage, da der jo ikke anlagdes private udearealer udover nævnte altaner). Til gengæld var der store grønne friarealer med mulighed for leg og sport. Skoler og institutioner blev generelt lagt centralt og med stort hensyn til, at børn sikkert kunne gå/cykle til skole. Det hører til dette billede at nævne, at de fleste kvinder stadigt var hjemmegående.
Denne monofunktionelle byplanlægning førte dog flere problemer med sig, og fælles for de problemer var netop den mangel på blanding eller multifunktionalitet, som fandtes i de gamle bydele.
På grund af boligbebyggelsernes ens alder blev bebyggelserne i de første mange år prægede af kun at være beboet af enkelte befolkningsudsnit. Her var næsten ingen beboere over 40 år, og børnene var næsten alle af nogenlunde samme alder og det damme gjaldt deres forældre. Undersøgelser har vist, at mange hidtil upåagtede og ikke nedskrevne sociale børnelege forsvandt, da der ikke var større børn til at give overlevere disse lege. I de større parcelhuskvarterer forandredes området fra børnerige til børnefattige ”sølvbryllupskvarterer”, og nytilflyttedes børn fik langt til legekammerater. Da de fleste kvinder i 1970’erne var kommet ud på arbejdsmarkedet, blev boligområderne ”sovebyer” – næsten affolkede om dagen. Mangelen på arbejdspladser og butikker i de store monofunktionelle boligområder betød, at der livet mellem husene forsvandt. Befolkningen i andre bydele skulle ikke igennem disse boligområder, der netop ved blinde trafiksystemer var blevet afsnørede fra den øvrige by som en enklave. Der manglede helt klart den blanding af byfunktioner og den tilknytning til omgivende bydele, som sikrer aktivitet og livlighed, men de store afstande mellem boligblokkene (og den lave befolkningstæthed i parcelhuskvartererne) samt mangelen på byrum som eks. torve i de ældre bydele var også med til at udvande bylivet. Det var absolut ikke steder hvor en lille dreng eller pige kunne gå rundt og finde ud af hvad, vedkommende ville være, når han eller hun blev voksen.
Mangelen på multifunktionalitet gjaldt ikke blot det, at alle boliger var rimeligt ens og af samme alder. Der var heller ingen blanding af ejer- og lejeboliger, og derfor var beboernes indkomstforhold og dermed uddannelsesniveau heller ikke meget blandet.
Som gode eksempler på sådanne monofunktionelle boligområder kan nævnes Gellerupplanen og Skjoldhøjparken, hvor førstnævnte er en etageboligbebyggelse og sidstnævnte en parcelhusbebyggelse; begge ligger i Århus Kommune.

### Bilisme og centralisering
Det monofunktionalistiske byplanprincip fremmedes af den øgede motorisering – bilismen. Trafikforureningen øgedes og ditto kødannelser med krav om vejudvidelser der ofte førte til opskæring af forstæder og adskillelse af bydele. Hvor byen før hang sammen blev den nu opdelt af større veje der fremstod som barrierer. Borgernes tidligere færden i gader og på torve gik tilbage. Torve blev inddraget til parkeringspladser og bydeles gader fik ensrettet trafik. Kun enkelte steder – i bymidter blev gader rene fodgængergader.
Bilen gav mulighed for større rækkevidde og den blev straks udnyttet til en centralisering af butikker i butikscentre eller supermarkeder og storcentre. Hvor der før lå en butik på hvert gadehjørne blev de nu i mange tilfælde erstattet med en bolig. Livet i gaderne blev indskrænket i mange bydele og det skulle nu søges via bil til store centre med indbyggede overdækkede gågader og omgivet af store p-anlæg. Centraliseringsprincippet fulgtes også i eks. sygehusplanlægningen og skoleplanlægningen idet mindre skoler blev nedlagt og erstattet af større med deraf følgende behov for at mange børn fik længere til skole og ofte måtte køres og hentes til/fra skole.
Centraliseringen skete indenfor mange af byens funktioner. Mindre lokale jernbanestationer blev nedlagt og ditto flere havne til fordel for enkelte større. Hvor eks. alle østjyske fjordbyer havde haft en betydelig havn blev den erstattet af en centralisering af havnetrafik til nogle få eks. Århus Havn. Den ændring øgede trafikken på landjorden og hermed i byerne.

### Byomdannelse
Store industriområder i midtbyerne blev forladt til fordel for udflytning eller outsourcing. Ældre havneområder blev også forladt og områderne blev fra slutningen af 1900-tallet i stigende grad overtaget af nye erhvervscentre eller boligområder, der med deres centrale beliggenhed i høj grad øgede det trafikale pres i byerne.

## Etnisk segregation
Den stigende indvandring fra 1960’erne og frem, først af gæstearbejdere, der fik arbejde i industrien, og senere af flygtninge og familiesammenførte, førte i Danmark og andre vesteuropæiske lande til, at især nogle almene boligområder efterhånden fik en ret høj andel af indvandrere fra ikke-vestlige lande og deres efterkommere. I takt med, at indvandring og integrationsspørgsmål i stigende grad er blevet et fremtrædende offentligt diskussionsemne, har også dette bosætningsmønster skabt bekymring i offentligheden. I Danmark omtales sådanne boligområder med en høj koncentration af ikke-vestlige indvandrere og efterkommere ofte som ghettoer, og i løbet af 2000’erne er denne sprogbrug blevet officiel. Den danske regering har således i 2004 og 2010 offentliggjort anti-ghettoiseringsstrategier, og siden 2010 er der blevet udarbejdet en årlig liste over særligt udsatte almene boligområder (”ghettolisten”), der følger nogle officielt fastsatte kriterier for, hvad der kendetegner en dansk ghetto. Ordet ghetto betegnede oprindelig de områder i en række europæiske byer, hvor jøderne var tvunget til at bosætte sig, men er senere også blevet anvendt om andre kvarterer præget af en særlig etnisk gruppe og ofte med sociale problemer – således sorte ghettoer i USA. Danmark opererer i dag som det eneste land i verden med en officiel definition på en nutidig ghetto.
Der er flere forskellige årsager til, at de etniske minoriteter i Danmark i høj grad gjort er bosat i den almene sektor. Dels har de ofte lave indkomster, og dels foretrækker indvandrere generelt oftere lejeboliger. Deres muligheder for at flytte til privat udlejning har desuden været mindre gunstige. Dertil kommer, at nogle etniske minoriteter, især de, der har boet kortere tid i Danmark eller er mindre integrerede, ofte foretrækker at bo tæt på venner og familie eller generelt i områder med mange etniske minoriteter og få danskere. Desuden kan man forestille sig, at danskernes reaktioner på en stigende koncentration af etniske minoriteter i bestemte byområder er præget af det, man i forskningen kalder ’white flight and avoidance’. Det indebærer, at danskere i områder med stigende koncentration af indvandrere oftere flytter væk, og at boligsøgende danskere generelt oftere undgår multietniske byområder.
Segregationen har medført frygt for, at der i de pågældende bydele vil opstå egentlige parallelsamfund, hvor beboerne og ikke mindst de unge, der vokser op, får andre sociale og kulturelle normer end det omgivende flertalssamfund. Samtidig tyder forskning på, at det kan have en selvforstærkende effekt på unges kriminalitet, hvis de vokser op et sted, hvor ungdomskriminaliteten i forvejen er høj. Drenge med indvandrerbaggrund bliver således påvirket af, hvor mange ungdomskriminelle der bor i deres kommune: Jo flere dømte, desto større er sandsynligheden for, at de selv får en dom for kriminalitet.
Den danske regerings indsats på området indebærer bl.a. tiltag for at skabe en mere blandet beboersammensætning, renovering, strategisk nedrivning af nogle boligblokke i områderne, forbedring af infrastrukturen som bedre adgangsveje og stisystemer i områderne samt en særlig boligsocial indsats.